# Vagn Jacobsen (møbelsnedker)
 Der er flere personer med dette navn, se Vagn Jacobsen.
Vagn Leo Jacobsen (1932 – 2013) var en dansk møbelsnedker og fabrikant.
Han blev udlært 1953 hos C.B. Hansens Etablissement med sølvmedalje for sit svendestykke. Han blev senere direktør og ejer af A/S Søborg Møbelfabrik. Han blev tildelt Håndværksrådets hæderstegn i guld.
Han har bl.a. designet Bord nr. 100 og Bord nr. 616.